# Atropoides olmec
Atropoides olmec là một loài rắn trong họ Rắn lục. Loài này được Perez-Higareda Smith, Julia-Zertuche mô tả khoa học đầu tiên năm 1985.